# Tawananna
Tawananna (𒊩𒋫𒉿𒈾𒀭𒈾, het. fta-wa-na-an-na) – dożywotni tytuł głównej żony króla hetyckiego oraz hetyckie imię osobowe.

## Etymologia tytułutawananna
Dokładna etymologia tytułu tawananna nie jest znana. Większość badaczy próbowała wyjaśnić jego pochodzenie na gruncie języka hatyckiego. Według Emila Forrera tytuł miał dosłownie oznaczać ‘matkę króla’. Oǧuz Soysal zaproponował, że termin wywodzi się od hatyckiego rdzenia wanan o nieznanym póki co znaczeniu (ta=wanan=na). Według Alexei’a Kassiana mógł pochodzić od rdzenia tafa/tawa, oznaczającego ‘rządzić’. Wówczas, rozumiejąc morfem nanna jako ‘matka’, tytuł mógłby być tłumaczony jako ‘potężna matka’(‘the honoured/powerful mother’). Etymologię tego tytułu próbuje się też wyprowadzać z języka luwijskiego. Według Craiga Melcherta pojęcie to wywodzi się od przysłówka tāwana ‘prawdziwie, szczerze’, tytuł zaś oznaczałby, że królowa jest ‘prawowita’ (‘(the) righteous (one)’). Również zdaniem Jaana Puhvela tytuł tawananna pochodzi od przysłówka tāwana (który on tłumaczy jako ‘dobrze’) i sufiksu -nna, który miałby być praindoeuropejskim sufiksem wyrażającym sprawowanie władzy.

## Tytułtawanannaw źródłach
Tytuł tawananna pojawia się w źródłach w języku hetyckim, w bilingwach hetycko-hatyckich i hetycko-palajskich  oraz w inskrypcji hieroglificznej w języku luwijskim. Mógł być poprzedzony determinatywem MUNUS wskazującym na kobiece imię osobowe lub funkcję sprawowaną przez kobietę. Tawananna pojawia się głównie w tekstach o charakterze kultowym, jak również w tekstach historycznych i modlitwach. Tytuł tawananny figuruje także na pieczęciach, zarówno z okresu starohetyckiego, jak i nowohetyckiego. Sam tytuł rzadko występował razem z imieniem osobowym królowej – wyjątkami są Ašmunikal (MUNUSTawananna fAšmunikal) i Gassulawija.

## Tawananna jako imię osobowe
Pierwszą kobietą, która występuje w źródłach jako „Tawananna”, jest ciotka Hattusilisa I, żona króla Labarny I. Hattusilis I wspomina o niej w swoich rocznikach królewskich (CTH 4), gdy mówi o sobie, że jest ŠA fta-wa-an-na-an-na DUMU ŠEŠ-ŠU (het. „synem brata Tawananny”). Tawananna i Labarna I jako para królewska występują na liście ofiar dla władców hetyckich (lista B, CTH 661) i na rewersie pieczęci krzyżowej z Hattusy.
Za panowania Hattusilisa I w źródłach pojawia się także inna kobieta nosząca imię Tawananna. Na mocy edyktu królewskiego (CTH 5) Tawananna została wygnana, a imię jej oraz jej dzieci potępione. 
Kolejną poświadczoną w źródłach Tawananną była babilońska księżniczka, która przyjęła hetycki tytuł jako imię osobowe. Jej oryginalne imię pozostaje jednak nieznane. Kobieta była drugą żoną króla Suppiluliumy I, który miał porzucić swoją poprzednią żonę Henti, by móc związać się z księżniczką z Babilonii. Po śmierci małżonka Tawananna pełniła rolę królowej podczas panowania Arnuwandy II, a następnie Mursilisa II. Wkrótce Tawananna popadła z Mursilisem II w konflikt, w wyniku którego król postawił ją przed sądem, oskarżając królową o niewłaściwe zarządzanie państwem po śmierci Suppiluliumy I, a także o spowodowanie śmierci żony Mursilisa II. Tawanannę uznano za winną zarzucanych jej zbrodni, a następnie wygnano ją z pałacu.
Ostatnią kobietą noszącą imię Tawananna, która pojawia się w źródłach, jest poświadczona na liście ofiar dla władców hetyckich (CTH 661) Tawanna/Tawananna, żona króla Ammuny.

## Statustawananny
Tytuł tawananny był dożywotni; żona panującego króla zyskiwała status tawananny dopiero po śmierci swojej poprzedniczki. W związku z tym nie zawsze wiadomo, czy pewne czynności królowa wykonywała już jako pełnoprawna tawananna. 
Niewiele wiadomo o statusie tawananny w okresie starohetyckim. Nie ma pewności, czy w źródłach odnoszących się do wczesnej historii państwa hetyckiego określenie tawananna odnosi się do tytułu królewskiego czy do imion osobowych. Możliwe, że tytuły tawananna i labarna/tabarna są tożsame z sumerogramami MUNUS.LUGAL i LUGAL, a także hatyckimi terminami kattah/katte, oznaczającymi królową i króla.
Źródła z okresu nowohetyckiego potwierdzają, że tawananna była główną kapłanką i zarządcą pałacu królewskiego. Jej niezależny status potwierdza modlitwa Mursilisa II (CTH 70) – według tego źródła królowa miała zarządzać pałacem, a także całym krajem, zgodnie z tym, co jest „poprawne”, czyli podług praw wyznaczanych przez króla. Tawananna do pewnego stopnia mogła zarządzać funkcjonowaniem królewskiego mauzoleum, tzw. Kamiennego Domu (E2.NA4): Ašmunikal wydała dekret (CTH 252) dotyczący zwolnienia z części obciążeń osób zatrudnionych w Kamiennym Domu, natomiast z modlitwy Mursilisa II wynika, że tawananna samowolnie utworzyła tego typu mauzoleum na posiadłościach zmarłego króla. Ašmunikal podpisywała ponadto nadania ziemskie, brak jest jednak źródeł, by zweryfikować, czy było to uprawnienie każdej królowej, czy wyłącznie tawananny. Tawananna sprawowała też nadzór nad królewskim haremem.
Znany jest wyłącznie jeden przypadek, gdy żyjąca tawananna została pozbawiona części praw po śmierci męża – dziewięć lat po śmierci Suppiluliumy I Tawananna (babilońska księżniczka, która przyjęła imię Tawananna jako imię osobowe) decyzją dworu i króla Mursilisa II została wygnana. Bin-Nun utrzymuje, że królowa przestała wówczas pełnić jedynie funkcję kapłanki AMA.DINGIR, zachowując status tawananny, jednak pozostali badacze nie potwierdzają tego założenia.
Część badaczy próbuje łączyć wyjątkową pozycję tawananny ze stosunkowo wysokim – ich zdaniem – statusem kobiety w Anatolii przedhetyckiej: w społeczeństwie hatyckim i w asyryjskiej kolonii handlowej Kanesz.Ten pogląd nie jest jednak powszechnie przyjmowany. W przypadku okresu nowohetyckiego, mimo braku dowodów źródłowych, niektórzy badacze skłaniają się ku twierdzeniu, że wysoka pozycja hetyckiej tawananny była wynikiem wpływów huryckich.

## Funkcje kultowe
Tytuł tawananna, w przeciwieństwie do tytułu tabarna/labarna, występuje głównie w tekstach o charakterze kultowym, co może wskazywać, że funkcje kultowe stanowiły najważniejszą prerogatywę tawananny. Oba tytuły stosunkowo często występowały również w hatyckich i palajskich tekstach kultowych. Według Bin-Nun już w przedhetyckiej Anatolii tytułem tawananny określano najwyższą kapłankę, będącą równocześnie żoną króla. Więcej jednak wiadomo o funkcjach kultowych tawananny w okresie nowohetyckim, kiedy dzierżyła stanowisko kapłanki AMA.DINGIR (‘matki boga’), zwłaszcza związanej z kultem bogini Słońca z Arinny. Jako że inne kapłanki również nosiły tytuł AMA.DINGIR, tawanannie zapewne przysługiwało stanowisko głównej kapłanki zarządzającej sprawami kultu państwowego. Królowa Puduhepa zajmowała się ponadto nadzorem nad kompilowaniem i archiwizowaniem tekstów świątecznych oraz była autorką modlitw, nie wiadomo jednak, czy dbałość o ten aspekt kultu nie wynikał wyłącznie z jej osobistych zainteresowań.